# Jarosław Śmigielski
Jarosław Śmigielski (ur. 30 maja 1914 w Poznaniu, zm. 25 kwietnia 2002 tamże) – polski koszykarz, reprezentant Polski.
Zadebiutował w mistrzostwach Polski w koszykówce w 1930 jako zawodnik AZS Poznań. Z drużyną tą zdobył mistrzostwo Polski w 1930, 1931, 1932 i 1937 oraz wicemistrzostwo w 1938. W 1939 reprezentował drużynę Kolejowego Przysposobienia Wojskowego (KPW) Poznań z którą wywalczył kolejne mistrzostwo Polski w 1939. Po wojnie kontynuował karierę w Kolejowym Klubie Sportowym (KKS) Poznań, reaktywowanym na bazie KPW i zdobył kolejne mistrzostwo Polski w 1946 oraz brązowy medal w 1947. Po inauguracji ligi koszykarskiej w sezonie 1947/1948 w dalszym ciągu grał w KKS, przemianowanym w trakcie rozgrywek na Klub Sportowy Związku Zawodowego Kolejarzy. W pierwszym sezonie zdobył srebrny medal, w sezonie 1948/1949 złoty, w sezonie 1949/1950 srebrny medal i w sezonie 1950/1951 ponownie złoty. Jego klub posługiwał się wówczas nazwa Kolejarz Poznań. Dla samego zawodnika był to koniec kariery, która trwała 21 lat.
W reprezentacji Polski w koszykówce zadebiutował w 1937. Wystąpił w tym roku podczas Akademickich Mistrzostw Świata w Paryżu zajmując z drużyną drugie miejsce. Trzykrotnie grał w ME. W 1937 jego drużyna zajęła czwarte miejsce, a w 1939 zdobyła brązowy medal. W obu turniejach grał prawdopodobnie we wszystkich meczach. w 1937 zdobył 10 punktów, w 1939 - 28. Po wojnie zagrał jeszcze w turnieju w 1946, kiedy to reprezentacja Polski zajęła 9. miejsce. Zagrał wówczas prawdopodobnie we wszystkich meczach, zdobywając 27 punktów. Tym turniejem zakończył reprezentacyjną karierę, w czasie której łącznie zagrał w 24 meczach.
Z wykształcenia prawnik, absolwent Uniwersytetu im. Adama Mickiewicza w Poznaniu. W latach 1947–1970 współpracownik katowickiego dziennika Sport.

## Osiągnięcia i wyróżnienia
- trzykrotny uczestnik Mistrzostw Europy,
- mistrz Polski (1930, 1931, 1932, 1937, 1939, 1946, 1949, 1951)
- wicemistrz Polski (1938, 1948, 1950)
- brązowy medalista mistrzostw Polski (1947)
- wieloletni reprezentant Polski (1937-1946)